# Stadio Karađorđe
Lo stadio Karađorđe (in serbo Стадион Карађорђе?, Stadion Karađorđe) è un impianto sportivo polifunzionale di Novi Sad, che sorge nel quartiere di Grbavica, tra il centro città e le sponde del Danubio.

## Storia
Lo stadio Karađorđe viene costruito nel 1924 grazie ad una geniale intuizione del giovane presidente del FK Vojvodina, l'ingegnere David Popović che, per dotare il club di una propria casa, realizza il progetto per costruire uno stadio semplice, dotato solo di spogliatoi e una tribuna.
La società è giovane, è stata fondata solo 10 anni prima, non ha molti fondi a disposizione, quindi, oltre ad una cospicua donazione personale di 24.000 dinari dell'epoca, il presidente si accorda con i vertici della società SK Juda Makabi, anche questa di Novi Sad, per la costruzione congiunta dello stadio. Il SK Juda Makabi, club nato nel 1920 e sciolto nel 1941, rappresentava la comunità ebraica di Novi Sad.
Il 7 maggio 1924 viene così firmato il contratto con il comune, che concede l'autorizzazione a costruire il nuovo stadio al posto del vecchio velodromo, ormai non più in uso. Il 28 giugno, giorno della festa Vidovdan, c'è l'inaugurazione ufficiale e per questo motivo si decide di chiamare lo stadio "Karađorđe", in memoria del leader della prima rivolta serba, visto che in quell'anno cade anche il 120 anniversario.
Lo stadio dispone di una tribuna in grado di ospitare circa 500 spettatori, scoperta, ed è recintato su tutti i lati. Poco dopo, per rendere la visione delle partite più confortevole, la tribuna viene dotata di copertura.
Con lo scoppio della Seconda guerra mondiale e l'entrata in guerra della Jugoslavia nel 1941, lo stadio viene requisito, con tutte le attività sportive sospese. Nel 1942 la città è occupata dall'esercito tedesco che utilizza lo spazio per scopi militari, costruendo sul lato sud un edificio che resterà per anni uno dei simboli distintivi dello stadio, tanto da essere utilizzato come locale adibito a spogliatoio ed altro.
La fine della seconda guerra mondiale significa, oltre la naturale ripresa delle competizioni sportive, anche la nascita della Repubblica Socialista Federale di Jugoslavia, con un nuovo governo comunista, lo stadio Karađorđe viene nazionalizzato come tutto ed il nome cambiato in Gradski stadion, stadio comunale. Le tre squadre cittadine superstiti, il FK Vojvodina, il FK Radnički ed il FK Slavjia si fondono per dare vita ad una nuova realtà, il FK Sloga, in grado di scalare i vertici del calcio nazionale. Il comune amplia lo stadio e la nuova arena è capace di ospitare circa 20.000 spettatori, sufficiente per una squadra ancora lontana dai massimi livelli. Il 23 novembre 1950 il FK Vojvodina ottiene il permesso di riassumere l'originaria denominazione, che non abbandonerà più e lo stadio, seppur nazionalizzato, è suo, continua a ritenerlo proprio, tanto da investire continuamente per migliorarlo. Il terreno di gioco in erba è considerato uno dei migliori della Jugoslavia.
Nel 1964, Vujadin Boškov è alla guida del club e vuole che sia organizzato come le migliori squadre del mondo, chiede ed ottiene dalla società la creazione di una scuola calcio (che oggi porta il suo nome) e la ristrutturazione dello stadio, con un ampliamento fino a 35.000 posti, in grado di ospitare partite di livello internazionale. Già da qualche anno il FK Vojvodina è protagonista in Europa, la sua crescita nel calcio nazionale lo ha portato alla ribalta continentale, ma la vittoria nel campionato 1965-1966 conferma la sua visione, la Coppa dei Campioni si può giocare in uno stadio all'altezza dei migliori club europei. Il 1 marzo 1967 a Novi Sad, nella partita di andata degli ottavi di finale, si presenta il Celtic Glasgow e 35.000 spettatori, ad oggi record insuperato per il club, assistono alla vittoria dei padroni di casa per 1-0. Il match è anche l'occasione per inaugurare il nuovo sistema di illuminazione installato grazie ai proventi della vendita del miglior giocatore della squadra, Silvester Takač, al Rennes.
Lo stadio resta invariato fino al 1991, quando è completata la costruzione della tribuna nord. Nel 2004 viene installata la pista d'atletica, ciò causa una netta riduzione della capienza, e contestualmente avviene la rimozione del sistema di illuminazione. 
Il 2 aprile 2007 lo stadio riassume l'originale denominazione e torna a chiamarsi Karađorđe, grazie all'insistenza dei tifosi, e viene curato con particolare attenzione quando poi nel 2009 ospita i Campionati europei di atletica leggera juniores. Per l'occasione viene installato un tabellone a colori di 41 m², costato 41 milioni di dinari.
Nel 2011 l'illuminazione torna ad accedersi, grazie ai nuovi riflettori Philips da 1700 lux e nel 2013, la casa costruita durante la guerra, simbolo dello stadio, viene demolita e la tribuna sud completamente ricostruita. Ora spogliatoi, sala controllo antidoping, sala stampa, le ambulanze per giocatori e spettatori, sala riunioni e uffici si trovano sotto di essa.
Dalla stagione 2018-2019, anno della promozione in Superliga, lo stadio ospita anche le partite casalinghe del Proleter.

## Settori e capienza
Tribuna ovest 4 302
Tribuna est 2 772
Tribuna nord 3 994
Tribuna sud 3 480
La Tribuna Ovest ospita il palco cerimoniale da 149 posti, la Galleria 66 e la Tribuna 89, con altrettanti posti riservati, oltre ad una tribuna stampa da 48 posti.
In totale, lo stadio Karađorđe ha una capacità di 14 458 posti